# Lago Chilwa
Lago Chilwa es el segundo lago más grande del país africano de Malaui después del lago Malaui. Está en el este del Distrito de Zomba, cerca de la frontera con Mozambique. Tiene unos 60 km de largo y 40 km de ancho, el lago está rodeado por extensos humedales. Hay una gran isla en el medio del lago llamada Isla de Chisi. El lago no tiene salida, y está en riesgo de secarse si el agua en su cuenca de captación es desviada para uso humano. La Agencia Danesa de Desarrollo Internacional ha estado trabajando para garantizar la conservación del lago y sus humedales.